# Golmsdorf
Golmsdorf est une commune allemande de l'arrondissement de Saale-Holzland, Land de Thuringe.

## Géographie
Golmsdorf se situe au bout de la vallée de la Gleise.
La commune comprend les quartiers de Golmsdorf, Beutnitz et Naura.
| Neuengönna | Dornburg-Camburg | Tautenburg              |
|            | Golmsdorf        | Löberschütz Jenalöbnitz |
| Iéna       |                  |                         |

## Histoire
Golmsdorf est mentionné pour la première fois en 1249. Le nom vient d'une personnalité slave appelée Golem.

## Source de la traduction
- (de) Cet article est partiellement ou en totalité issu de l’article de Wikipédia en allemand intitulé « Golmsdorf » (voir la liste des auteurs).